# Quiz Academy
Quiz Academy är ett datorspel tillverkat år 1998 av Ivanoff Interactive.

## Vad spelet går ut på
Spelet går ut på att man ska ta sig uppför en pyramid med hjälp av ca tio trappsteg. Vid varje trappsteg får man en fråga. Den kan handla om Geografi, Sport, Historia, Djur och Växter, Underhållning, Konst, Vetenskap eller Överraskningen (då man får se en bild i ca 10 sekunder, sedan ska man kunna något om bilden) och ett tomt trappsteg, där en fråga slumpas fram. När man kommit upp på toppen får man svara på en fråga, svarar man rätt har man vunnit, annars fortsätter spelet. För varje rätt svar får man en viss summa pengar.
Spelplanen

## Karaktärer
Det finns ett antal karaktärer. De är Lila, Gul, Blå, Röd, Grön och Orange. Alla karaktärer är grisar.

## Titlar
När man svarar rätt på en fråga får man ett antal poäng som senare lagras, och då får man olika titlar. Dessa är:
- Ingen grad
- Lektor
- Doktor
- Professor
- Geni
- Geni med hederspris

Man klättrar högre och högre ju längre man spelar. 

## Ta sig fram
Man kan ta sig fram på banan genom att svara rätt på en fråga. Då får man en summa pengar som räcker för att man ska ta sig nästa trappsteg. Vilket ämne som finns på vilket trappsteg slumpas fram innan spelet börjar. Man kan välja att utmana en motspelare. Då får motspelaren dra ett kort. Om man drar rätt kort, klarar man sig. Om man råkar ta fel kort åker man ner ett visst antal trappsteg. Hur många trappsteg motspelaren kan bli tvungen att gå ner beror på hur mycket man betalar för utmaningen.

## Bonusrundor

### Bonusrunda 1
Det finns tre bonusrundor. Den första är ett slags lyckohjul. Sätter man sin färg på rätt symbol, så kan man vinna pengar. Det kostar inget att vara med på bonusrunda 1.

### Bonusrunda 2
Bonusrunda 2 är ett minnesspel. Det finns olika symboler. Man får titta på symbolerna i ca 10 sekunder, därefter försvinner symbolerna och ett tecken slumpas fram. Man måste veta var tecket ligger om man vill vinna pengar. Det kostar inget att vara med på bonusrunda 2.

### Bonusrunda 3
Bonusrunda 3 är en auktion. Man kan vinna en pengasäck full med pengar om man bjuder högst bud. Man bjuder i steg. Den som har flest steg får påsen. Men om man vinner måste man gå ner det antal steg man bjöd.

## Utmaningar
När man har råd, kan man köpa en utmaning. Om motspelaren inte klarar denna, måste han/hon flytta ner ett antal steg.
- Liten utmaning – billigast. Motspelaren får flytta ner ett steg.
- Mellanstor utmaning – mittemellan. Motspelaren från flytta ner två steg.
- Stor utmaning – dyrast. Motspelaren får flytta ner tre steg.

När man köper utmaningen, måste motspelaren anta den. Motspelaren får tre, fyra eller fem kort beroende på storlek på utmaningen. Det finns tre olika sorters kort:
- Glad gris = Spelaren klarar utmaningen och inget händer.
- Ledsen gris = Spelaren förlorar utmaningen och måste flytta ner.
- Frågekort = Spelaren får en fråga. Svarar han/hon rätt händer det ingenting. Blir det fel svar måste denne flytta ner.

## TV-skärmar
Runt spelplanen finns det två TV-skärmar. De visar hur mycket pengar varje spelare har. På den ena av de står det också hur mycket pengar det kostar att komma till en trappsteg och hur mycket pengar man kan vinna på just det steget.

## Virgil
Virgil är quizvärden. Det är han som ser till att reglerna följs. Han kan också kommentera vad spelarna gör, om man till exempel svarar fel kan han säga lite fräcka saker, till exempel "Nu får du skärpa till dig" eller "Tredje gången i rad spelare X svarar fel!". Men han kan säga snälla saker också till exempel när man vinner. Hans svenska röst görs av Niclas Wahlgren.

## Förlängd speltid
Om någon av spelarna inte kommer till toppen på en viss tid, avgörs det på förlängd speltid. Spelplanen består av ett stort rutnät. Varje rektangulär ruta består av en fråga. Svarar man rätt får man en viss summa pengar. Den kan variera, från ganska lite till väldigt mycket. Den som har flest pengar när den förlängda speltiden är slut, vinner. Det finns en konkursruta också. Råkar man trycka på den förlorar man alla sina pengar.

## Svårighetsgrader
Det finns fyra svårighetsgrader, ett till fyra. Ett är lättast och fyra svårast.